# Wojciech Sosiński (1893–1942)
Wojciech Sosiński, ps. „Gedroyć”, nazwisko konspiracyjne: „Stanisław Sosnowski” (ur. 12 grudnia 1893 w Ludwinowie, zm. 10 czerwca 1942 w obozie koncentracyjnym Auschwitz-Birkenau) – polski działacz oświatowy, instruktor rolny, poseł na Sejm IV i V kadencji w II Rzeczypospolitej.

## Życiorys
Ukończył szkołę powszechną i kursy rolnicze w Sokołówku.
W kwietniu 1914 roku wstąpił do konspiracyjnego Związku Strzeleckiego, a jesienią wstąpił do Polskiej Organizacji Wojskowej, w 1915 roku – do Legionów Polskich, był żołnierzem I Brygady Legionów Polskich. Po rewolucji lutowej został wzięty do niewoli rosyjskiej, zwolniony po wybuchu rewolucji październikowej, ponownie podjął działalność w Polskiej Organizacji Wojskowej. Walczył jako ochotnik w wojnie 1920 roku.
Skończył studia na Wydziale Społeczno-Politycznym Wolnej Wszechnicy Polskiej.
W dwudziestoleciu międzywojennym pracował w latach 1920–1922 jako referent oświaty pozaszkolnej sejmiku powiatu opoczyńskiego. Od 1922 roku był kierownikiem Komisji Domów Ludowych Centralnego Związku Kółek Rolniczych. Od 1934 roku – sekretarzem generalnym Wiejskich Uniwersytetów Regionalnych. Od 1934 roku – członkiem wydziału powiatowego powiatu warszawskiego.
Politycznie był związany z BBWR i OZN.
W wyborach parlamentarnych w 1935 roku został wybrany posłem na Sejm IV kadencji (1935–1938) 28 103 głosami z okręgu nr 7, obejmującego powiat warszawski. Był sekretarzem Sejmu, pracował w komisjach: oświatowej, regulaminowej, samorządu stołecznego (której był sekretarzem).
W wyborach parlamentarnych w 1938 roku został ponownie wybrany posłem na Sejm V kadencji (1938–1939) z tego samego okręgu (nr 7). Był sekretarzem Sejmu, należał do Klubu OZN, pracował w komisji oświatowej.
We wrześniu 1939 roku został ewakuowany jako poseł do Hrubieszowa, gdzie wspierał finansowo (z kwoty otrzymanej z Komitetu Pomocy Zimowej dla Bezrobotnych, którego był przewodniczącym), następnie wrócił w okolice Warszawy. Od grudnia 1939 roku do stycznia 1942 roku prowadził własne gospodarstwo w Łaziskach. Został aresztowany przez Gestapo w końcu stycznia 1942. Po śledztwie w Alei Szucha i pobycie na Pawiaku został wywieziony 17 kwietnia 1942 roku do obozu koncentracyjnego Auschwitz (numer obozowy 31300), gdzie zmarł.

## Ordery i odznaczenia
- Krzyż Niepodległości (16 marca 1933)[5]
- Krzyż Oficerski Orderu Odrodzenia Polski (11 listopada 1937)[6]
- Złoty Krzyż Zasługi
- Srebrny Krzyż Zasługi
- Brązowy Krzyż Zasługi[2]
- Srebrny Wawrzyn Akademicki (5 listopada 1935)[7]

## Życie rodzinne
Urodził się w rodzinie chłopskiej, był synem Adama i Marianny z domu Chrzanowskiej. Ożenił się w 1923 roku z Marią Paruch (1893–1980), z którą miał syna Jacka (ur. 1930) – inżyniera mechanika.